# Satsradning
Satsradning innebär i skrift att två eller flera huvudsatser ställs upp efter varandra i samma mening utan att avgränsas av explicit konjunktion eller större skiljetecken, utan bara med kommatecken eller enkelt mellanrum. Satsradning används för att markera en utvecklande eller sekventiell relation mellan satsernas innehåll eller för att skapa en effekt av stegring eller andlöshet. Satsradning i formell text har traditionellt utdömts som ett skrivfel.
Exempel på satsradning med kommatecken:
- Bussen är nästan helt tom, det är bara jag och busschauffören.
- Pärlor av svett sipprade från pannan ner mot ögonen, det salta vattnet sved i hans trötta ögon.

Uppräkning av huvudsatser (som inte har någon semantisk relation till varandra) brukar inte betraktas som satsradning; jämför följande exempel:
- Trädgården är övervuxen, fasaden är smutsig och taket läcker.

Satsradning kallas på engelska för comma splice eller run-on sentence, beroende på om satserna avgränsas av kommatecken eller bara mellanrum.